# Karakál
A karakál (Caracal caracal), más néven sivatagi hiúz közepes termetű, Afrikában és Délnyugat-Ázsiában élő macskaféle. Bár nem közeli rokona a hiúzoknak, hegyes, pamacsban végződő füle és viszonylag rövid farka nagyon hasonlóvá teszi hozzájuk. A DNS-vizsgálatok alapján megállapították, hogy legközelebbi rokona a szervál (Leptailurus serval) és az afrikai aranymacska (Caracal aurata).
A karakál török eredetű szó, jelentése: fekete fül.

## Rendszertani helyzete, alfajai
A karakálnak jelenleg az alábbi 3 alfaját ismerik el:
- Caracal caracal caracal – Szudántól a Dél-afrikai Köztársaságig
- Caracal caracal nubicus – Szudán, Etiópia
- Caracal caracal schmitzi – Indiától Arábiáig

A karakált Johann Christian Daniel von Schreber írta le Felis caracal néven 1776-ban. 1843-ban John Edward Gray brit zoológus alkotta meg a Caracal nemet, és ide sorolta át a karakált. Hosszú ideig neme egyetlen fajának tartották, újabban azonban az afrikai aranymacskát (amelyet korábban az önálló Profelis nembe soroltak) is a Caracal nembe sorolják.

## Elterjedése
A karakál elterjedése Afrika nagy részére kiterjed, csak a nedves közép-afrikai erdőterületeken és Közép-Szaharában, az Arab-félszigettől Törökországon és Iránon át az Aral-tóig és Északnyugat-Indiáig, valamint Délnyugat-Ázsiából hiányzik. Az elterjedés nagy részén csak csekély a populáció létszáma, és egyes régiókban rendkívül ritka fajnak számít, azonban a dél-afrikai Cape tartományban gyakori.

## Megjelenése
A karakál karcsú, közepes termetű macskaféle, robusztus testalkattal, rövid pofával, hosszú szemfogakkal és pamacsos fülekkel. Teste vörösesbarna-homokszínű, foltok nélkül (a kölykök még foltosak). A füle fekete, álla, torka és hasa fehér. Felső ajkát nagy, fekete folt tarkítja, és orra szélétől a szeméig is fekete sáv húzódik. Rövid szőre szorosan testére simul. Fülén a szőrpamacs dúsabb és hosszabb, mint a hiúzokén.
Igen karcsú, a lába meglehetősen hosszú. Marmagassága 38–50 centiméter, testhossza 60–91,5 centiméter, farka rövid (23–31 centiméter). Testtömege 6–19 kilogramm.

## Életmódja, élőhelye

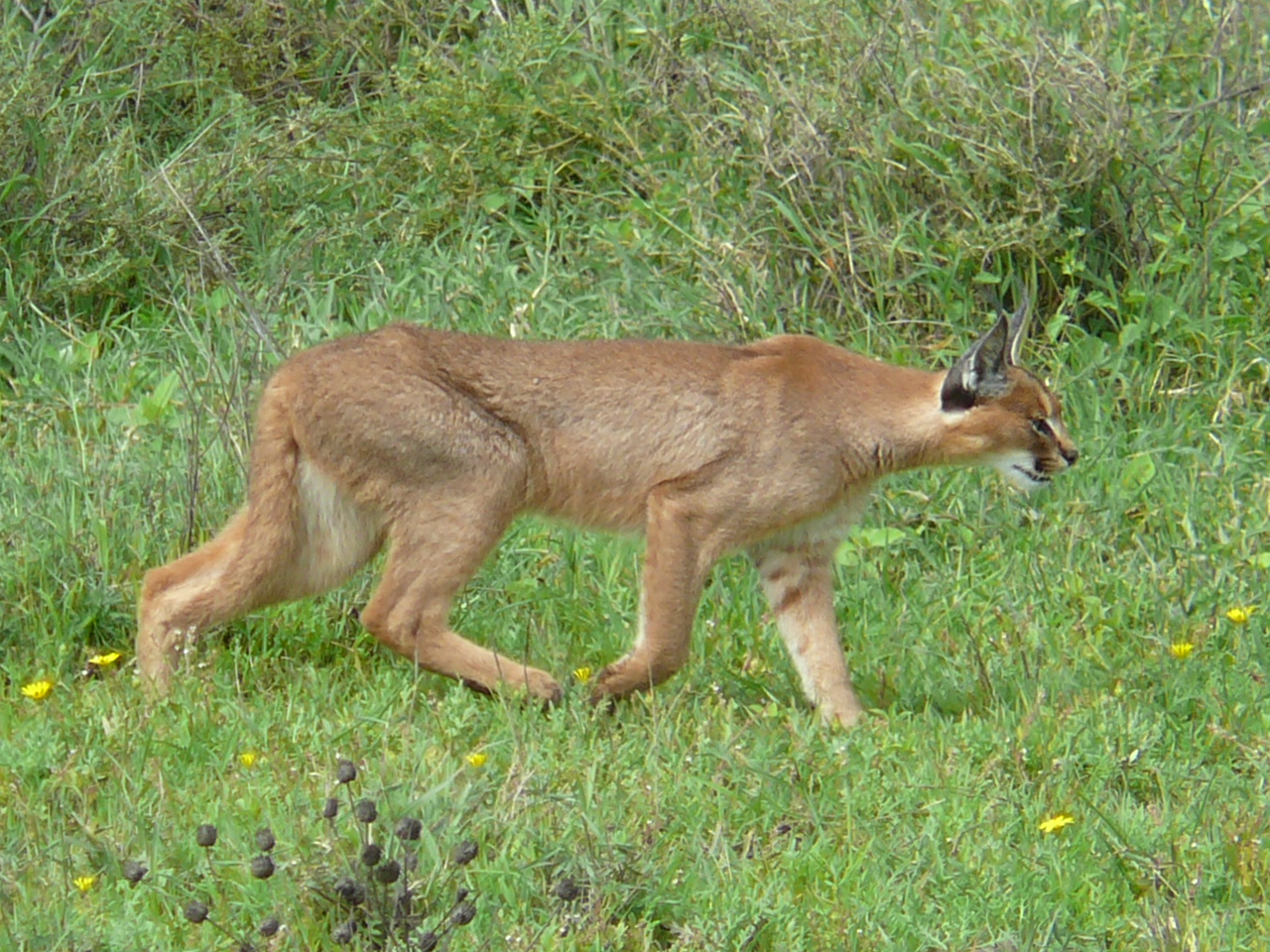
Vadászó karakál a Serengeti Nemzeti Parkban

Magyar neve (sivatagi hiúz) némileg félrevezető, ugyanis a kimondottan sivatagos területeket kerüli. A legszívesebben olyan félsivatagokban, szavannákon, bozótosokban, felföldi területeken tartózkodik, ahol a fialáshoz is megfelelő rejtekhelyet (sziklaüreget vagy dús aljnövényzetet) talál. Általában jobban kedveli a nyíltabb terepeket, mint a legtöbb macskaféle, de jobban szereti a fás, bokros vagy sziklás helyeket. Élőhelyén korábban számos gazellafaj előfordult, amelyek populációja azonban erősen lecsökkent; emiatt a karakál manapság inkább nyulakra és juhokra vadászik.
Rendszerint egyedül jár, bár megfigyeltek már kisebb csoportokat is. Territoriális; területének határát vizeletével jelöli ki.
Többnyire éjszaka aktív, de időnként nappal is vadászik. Hosszú hátsó lábainak köszönhetően gyorsan fut; a rövidebb sprintekben gyorsabb, mint más nagyobb macskafélék. Ideje nagy részét a talajszinten tölti, bár kiválóan mászik és ugrik (akár 3 m magasra is). Elsősorban rágcsálókkal, madarakkal és kisebb antilopokkal táplálkozik, de gyakran elkapja az alacsonyan repülő madarakat is. A baromfiudvarba beszabadulva nagy károkat okozhat. Zsákmányát olykor a leopárdokhoz hasonlóan fákon rejti el, hogy később fogyaszthassa el a maradékot. A nappalt árnyékban, gyakran földimalacok elhagyott üregében tölti. Ha megriasztják, általában menedékhelyet keres: nyílt terepen mozdulatlanul lefekszik, szőrzete miatt így alig látható. A nagyobb zsákmányt, például az antilopokat és bóbitásantilopokat egy célzott torokharapással megfojtja, míg a kis prédákat, mint a nyulakat és az egereket, általában nyakharapással öli meg.

### Szaporodása
A karakál egész évben párzóképes. A nőstény 69-78 napos vemhesség után 1-6 kölyköt hoz a világra. A kölykök 10 nap után nyitják ki szemüket. 10-25 hétig szopnak, és nagyjából egyéves korukig maradnak anyjukkal.
Az ivarérettséget 12-16 hónaposan éri el.

## Természetvédelmi helyzete
Az ázsiai alfajok a CITES I. függelékében szerepelnek (a háziszárnyasokat féltő gazdák irtják őket), míg a faj maga a II.-ban kapott helyet. Az észak-afrikai alfaj állománya számottevően ritkult az utóbbi időben. A csökkenő példányszám ellenére nagy elterjedési területe garantálni látszik a faj jövőjét.

## Felhasználása
Könnyen szelídíthető, ezért (főleg régebben) Iránban és Indiában vadászatra idomították.
Kedvelt állatkerti faj; Magyarországon a Miskolci Állatkertben látható. Fogságban akár 17 évig is elélhet.